# Tithraustes caliginosa
Tithraustes caliginosa är en fjärilsart som beskrevs av Paul Dognin 1902. Tithraustes caliginosa ingår i släktet Tithraustes och familjen tandspinnare. Inga underarter finns listade i Catalogue of Life.